# Okamuraea
Okamuraea là một chi rêu trong họ Leucodontaceae.